# Сазерленд, Вербин
Вербин Сазерленд (англ. Verbin Sutherland; 10 ноября 1966) — сент-винсентский футболист, выступавший за сборную Сент-Винсента и Гренадин. Участник Золотого кубка КОНКАКАФ 1996.

## Карьера в сборной
За сборную Сент-Винсента и Гренадин Сазерленд провёл не менее 9 матчей. В её составе он принимал участие в отборочных турнирах к трём чемпионатам мира: 1994, 1998 и 2002 года.
В 1996 году вошёл в состав сборной на Золотой кубок КОНКАКАФ 1996. На турнире он принял участие в обоих матчах группового этапа против сборных Мексики (0:5) и Гватемалы (0:3). По итогам группового этапа сборная Сент-Винсента не набрала очков и завершила выступление на турнире.